# Lexie Marie
Lexie Marie (Sacramento, California; 23 de diciembre de 1985) es una actriz pornográfica y bailarina exótica estadounidense. Su primer contrato importante dentro de la industria fue con la compañía Vivid Entertainment.

## Premios
- 2009 AVN Award nominada – Mejor escena solo chicas – Where the Boys Aren't 19[2]